# Грамаду
Грамаду (порт. Gramado)  —  муниципалитет в Бразилии, входит в штат Риу-Гранди-ду-Сул. Составная часть мезорегиона Агломерация Порту-Алегри. Входит в экономико-статистический  микрорегион Грамаду-Канела. Население составляет 33 396 человек на 2006 год. Занимает площадь 237,019 км². Плотность населения — 140,9 чел./км².

## История
Город основан 15 декабря 1954 года.

## Статистика
- Валовой внутренний продукт на 2003 составляет 270.631.007,00 реалов (данные: Бразильский институт географии и статистики).
- Валовой внутренний продукт на душу населения на 2003 составляет 8.676,02 реалов (данные: Бразильский институт географии и статистики).
- Индекс развития человеческого потенциала на 2000 составляет 0,841 (данные: Программа развития ООН).

## География
Климат местности: субтропический. В соответствии с классификацией Кёппена, климат относится к категории Cfb.